# Arcidiocesi di Hankou
L'arcidiocesi di Hankou (in latino: Archidioecesis Hancheuvensis) è una sede metropolitana della Chiesa cattolica in Cina. Nel 1950 contava 35.239 battezzati su 2.200.000 abitanti. La sede è vacante.

## Territorio
L'arcidiocesi comprende parte della provincia cinese dell'Hubei.
La sede arcivescovile si trova nel sobborgo di Hankou nell'attuale città di Wuhan, dove si trova la cattedrale di San Giuseppe.

## Storia
Il vicariato apostolico di Hukwang fu eretto il 15 ottobre 1696 con il breve E sublimi Sedis di papa Innocenzo XII, ricavandone il territorio dalla diocesi di Nanchino (oggi arcidiocesi). Esso aveva giurisdizione sulle province cinesi di Hunan e di Hubei (anticamente Hupeh).
Il primo vicario apostolico, il francescano Giovanni Francesco de Nicolais, non raggiunse la sua sede; imbarcatosi per l'Europa nella primavera del 1697, non fece mai più ritorno in Cina.
Almeno dal 1715 il vicariato fu dato in amministrazione ai vicari apostolici di Sichuan (oggi diocesi di Chengdu).
Nel 1762 fu soppresso ed unito al vicariato apostolico di Shensi e Shansi (oggi rispettivamente arcidiocesi di Xi'an e arcidiocesi di Taiyuan).
Il 14 agosto 1838 in forza del breve Ex debito di papa Gregorio XVI il vicariato apostolico fu ripristinato, ricavandone il territorio dal vicariato apostolico di Shansi e di Shensi.
Il 2 aprile 1856 cedette una porzione di territorio a vantaggio dell'erezione del vicariato apostolico di Hunan (oggi arcidiocesi di Changsha) e contestualmente mutò il proprio nome in vicariato apostolico di Hupeh.
Il 2 settembre 1870 per effetto del breve Quae Christianae rei di papa Pio IX cedette altre porzioni di territorio a vantaggio dell'erezione dei vicariati apostolici di Hupeh sud-occidentale (oggi diocesi di Yichang) e di Hupeh nord-occidentale (oggi diocesi di Laohekou) e contestualmente mutò il proprio nome in vicariato apostolico di Hupeh Orientale.
Il 12 dicembre 1923 cedette una parte di territorio a vantaggio dell'erezione delle prefettura apostoliche di Hanyang e di Puqi (oggi entrambe diocesi) ed insieme assunse il nuovo nome di vicariato apostolico di Hankou.
Il 18 luglio 1929 e il 17 giugno 1937 dal suo territorio trassero origine altre due circoscrizioni ecclesiastiche: la missione sui iuris di Hwangchow (oggi diocesi di Qichun) e la prefettura apostolica di Suixian.
L'11 aprile 1946 il vicariato apostolico è stato elevato ad arcidiocesi metropolitana con la bolla Quotidie Nos di papa Pio XII.
Il 13 aprile 1958 ci furono le prime ordinazioni episcopali cinesi senza l'autorizzazione della Santa Sede: tra questi anche l'arcivescovo di Hankou, Bernardin Dong Guangqing, francescano, deceduto il 12 maggio 2007. Nel frattempo, al vescovo "ufficiale" della chiesa patriottica cinese, si contrappose un vescovo ordinato clandestinamente, monsignor Odoric Liu Hede, anche lui francescano, ordinato vescovo nel 1984 e deceduto il 10 dicembre 2001: negli ultimi anni di vita volle riconciliarsi con Dong Guangqing, andando a vivere con lui nella residenza della cattedrale.
Nel 2000 il governo cinese ha unito le diocesi di Hankou, Wuchang e Hanyang in un'unica entità ecclesiale, chiamata "diocesi di Wuhan". L'ordinazione, illegittima per la Santa Sede, del nuovo vescovo di Wuhan, Joseph Shen Guo'an, prevista per il 9 giugno 2011 in un clima di tensione fra le comunità cattoliche patriottiche e clandestine, è stata sospesa sine die dal governo cinese.
L'8 settembre 2021 nella cattedrale di San Giuseppe è stato consacrato Francesco Cui Qingqi, nominato vescovo di Hankou da papa Francesco il 23 giugno precedente; la Cina lo ha riconosciuto come vescovo di Wuhan. Si è trattato del sesto vescovo ordinato dopo la stipula dell'accordo provvisorio tra la Santa Sede e la Repubblica popolare cinese del 22 settembre 2018.

## Cronotassi dei vescovi
Si omettono i periodi di sede vacante non superiori ai 2 anni o non storicamente accertati.
- Giovanni Francesco de Nicolais, O.F.M. † (20 ottobre 1696 - 27 dicembre 1737 deceduto)
  - Sede amministrata dai vicari apostolici di Sichuan (1715-1762)
  - Sede soppressa (1762-1838)
  - Giacomo Luigi Fontana, M.E.P. † (14 agosto 1838,[5] ma 11 luglio 1838 deceduto) (vescovo eletto postumo)
- Giuseppe Maria Rizzolati, O.F.M.Ref. † (30 agosto 1839 - 27 gennaio[6] 1856 dimesso)
- Luigi Celestino Spelta, O.F.M.Ref. † (2 aprile 1856 - 12 settembre 1862 deceduto)[7]
- Eustachio Vito Modesto Zanoli, O.F.M.Ref. † (12 settembre 1862 succeduto[8] - 17 maggio 1883 deceduto)
- Vincenzo Epifanio Carlassare, O.F.M.Ref. † (18 luglio[9] 1884 - 24 luglio 1909 deceduto)
- Graziano Gennaro, O.F.M. † (24 luglio 1909 succeduto - 19 dicembre 1923 deceduto)
- Eugenio Massi, O.F.M. † (26 gennaio 1927 - 10 dicembre 1944 deceduto)
- Giuseppe Ferruccio Maurizio Rosà, O.F.M. † (26 luglio 1946 - 8 agosto 1961 deceduto)
  - Sede vacante
  - Bernardin Dong Guangqing † (13 aprile 1958 - 12 maggio 2007 deceduto)
  - Odoric Liu Hede † (1984 - 10 dicembre 2001 deceduto)
  - Francesco Cui Qingqi, O.F.M., ordinato l'8 settembre 2021

## Statistiche
L'arcidiocesi nel 1950 su una popolazione di 2.200.000 persone contava 35.239 battezzati, corrispondenti all'1,6% del totale.
| anno | popolazione | popolazione | popolazione | presbiteri | presbiteri | presbiteri | presbiteri                | diaconi | religiosi | religiosi | parrocchie |
| anno | battezzati  | totale      | %           | numero     | secolari   | regolari   | battezzati per presbitero | diaconi | uomini    | donne     | parrocchie |
| ---- | ----------- | ----------- | ----------- | ---------- | ---------- | ---------- | ------------------------- | ------- | --------- | --------- | ---------- |
| 1950 | 35.239      | 2.200.000   | 1,6         | 60         | 11         | 49         | 587                       |         | 28        | 128       | 25         |